# Кунигунда Люксембургска
Света Кунигунда Люксембургска (на немски: Kunigunde von Luxemburg; * 980, днешен Люксембург или в замък Глайберг при Гисен; † 3 март 1033, манастрир Кауфунген) е съпруга на император Хайнрих II и след неговата смърт води за кратко също и управлението на Свещената Римска империя. Тя, както и нейният съпруг, e Светия на католическата църква и се почита най-вече в Бамберг.

## Произход и брак
Дъщеря е на граф Зигфрид I Люксембургски († 998) от фамилията Вигерихиди и на Хадвига (* 935/945, † 13 декември сл. 993), вероятно от Саксония. Тя има 10 братя и сестри.
Между 995 и 1001 г. се омъжва за херцог Хайнрих IV от Бавария (по-късно император Хайнрих II, † 1024) от баварската линия на фамилията Лиудолфинги. Бракът остава бездетен.

## Кралица и императрица
През 1002 г. в Падерборн архиепископ Вилигис от Майнц помазва Кунигунда за кралица. През 1014 г. в Рим е коронована заедно с нейния съпруг за императрица. Тя помага активно на съпруга си в управлението.
През 1007/1008 г. Кунигунда трябва да даде своята сигурна вдовишка собственост (на латински: vidualitium) за уреждането на епископията Бамберг с надпис Henric et Kunigunt haec tibi munera promunt. Това води до голяма степен до въстание на нейните братя Дитрих II, епископът на Метц, и баварския херцог Хайнрих V. Въстанието на Люксембургите е потушено от Хайнрих.
По време на двумесечната трон-ваканция след смъртта на нейния съпруг през 1024 г. Кунигунда с помощта на нейните братя Дитрих и Хайнрих води управлението на империята. Имперските Инсигнии тя предава на новия император Конрад II след неговия избор.

## Монахиня и светица
След това през 1025 г. тя влиза в основания от нея през 1017 г. от нея бенедиктински манастир Кауфунген до Касел в Хесен като обикновена монахиня и умира там на 3 март 1033 г. Погребана е в манастирската църква. На 3 април 1200 г. (или 29 март) папа Инокентий III съобщава нейното канонизиране за Светия. След една година на 9 септември 1201 г. тя е преместена до нейния съпруг в катедралата на Бамберг. Празнува се от протестантите на 13 юли, от римокатолиците на 3 март, а на 13 юли в територията на немскоговорещите.

## Легенда
По предание, обвинена в съпружеска невярност, тя била длъжна да стъпи боса в горящо острие на рало и останала невредима.